# Vainionora pallidostraminea
Vainionora pallidostraminea är en lavart som först beskrevs av Vain., och fick sitt nu gällande namn av Kalb. Vainionora pallidostraminea ingår i släktet Vainionora och familjen Lecanoraceae.   Inga underarter finns listade i Catalogue of Life.